# Vol Capitol International Airways C2C3/26
Le 27 novembre 1970, le vol Capitol International Airways C2C3/26, un vol charter international, affrété sous contrat par l'armée américaine, opéré par un Douglas DC-8 de la compagnie Capitol International Airways (en), reliant la base aérienne McChord, à Tacoma, à la baie de Cam Ranh, dans le sud du Viêt Nam, via plusieurs escales à Anchorage et à la base aérienne de Yokota, au Japon, s'est écrasé après une tentative de décollage ratée depuis la piste 6R de l'aéroport international d'Anchorage Ted-Stevens. 
Sur les 229 personnes à bord de l'avion, 46 passagers et un membre d'équipage ont péri, à cause de l'incendie qui a suivi le crash, et 49 autres personnes ont été blessées.

## Contexte

### Avion

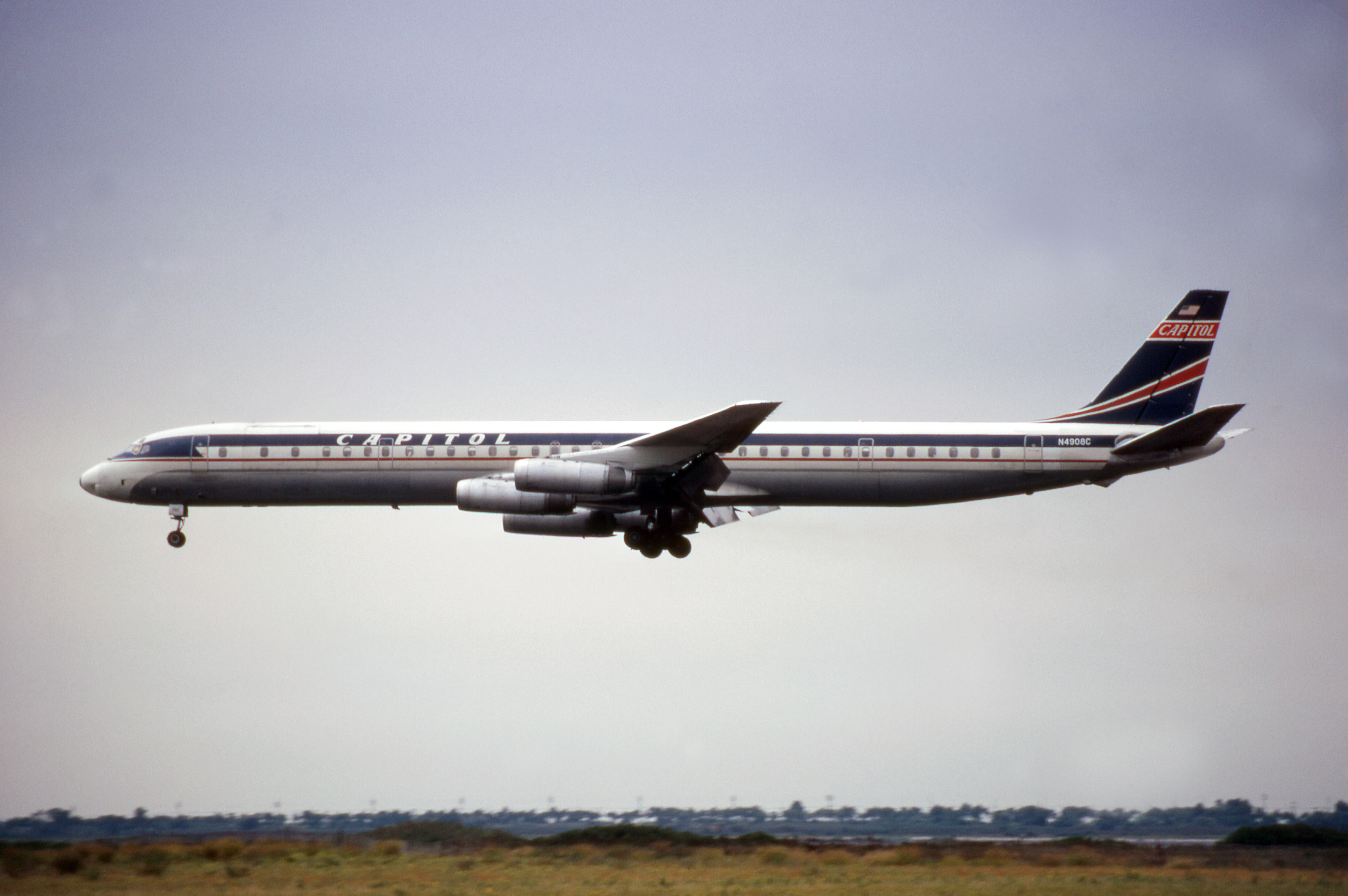
Un Douglas DC-8-63CF de, semblable à celui impliqué dans l'accident.

L'appareil impliqué est un Douglas DC-8-63CF, immatriculé N4909C et âgé d'un an au moment de l'accident. Il a été livré à la compagnie aérienne Capitol International Airways (en) le 2 juillet 1969, et cumulé 4 944 heures de vol.
Son dernier contrôle de maintenance avait eu lieu la veille du vol : les freins et les pneus des roues n°1, n°2, n°4, n°6, n°7 et n°8 avaient été remplacés, ainsi que le frein de la roue n°3. 
L'année précédente, aucune anomalie n'avait été constatée concernant le train d'atterrissage ou le système hydraulique, hormis une usure normale. Cependant, un incident a été constaté lorsque le train d'atterrissage principal a été tiré au-delà de sa limite extérieure lors d'une opération de maintenance.

### Équipage
L'équipage présent sur ce vol était composé :
- Commandant de bord : William G. Reid (48 ans), qui cumule environ 14 650 heures de vol, dont 5 740 heures sur DC-8.
- Copilote : James A. Downs (55 ans), qui cumule environ 13 500 heures de vol, dont 2 057 heures sur DC-8.
- Mécanicien navigant : Edward W. Fink (41 ans), qui cumule environ 10 000 heures de vol, dont 2 000 heures sur DC-8.
- Navigateur : Robert D. Leonard (53 ans), qui cumule environ 14 000 heures de vol, dont 2 500 heures sur DC-8.

## Contexte du vol
La guerre du Vietnam était une succession de bataille continue entre le Nord Viêt Nam et le Viet Cong, alors soutenu par le Nord Viêt Nam, et le Sud Viêt Nam, qui se déroulait depuis 1955. Le Nord Viêt Nam était soutenu par l'Union soviétique et la Chine, tandis que le Sud Viêt Nam soutenait une coalition dirigée par les États-Unis et soutenue par la Corée du Sud, la Thaïlande, l'Australie, les Philippines, la Nouvelle-Zélande et Taïwan.
Les États-Unis avaient déployé un nombre important de leurs troupes au Viêt Nam pendant la guerre ; en janvier 1969, environ 543 400 soldats de l'armée américaine étaient stationnés dans le Sud Viêt Nam. Des avions commerciaux de différentes compagnies aériennes civiles étaient utilisés pour le transport des troupes américaines. Le ministère de la Défense des États-Unis attribuait les contrats d'affrètement via des appels d'offres. Capitol International Airways (en) avait remporté le contrat de transport de personnel militaire, pour le compte du Military Airlift Command (en) (MAC), depuis la base aérienne McChord, dans l'État de Washington, jusqu'à la baie de Cam Ranh.
La compagnie aérienne prévoyait donc d'utiliser un Douglas DC-8 pour effectuer ce voyage afin de transporter 219 militaires, avec plusieurs escales de ravitaillement en carburant prévues à Anchorage et à la base aérienne de Yokota, au Japon. 

## Déroulement des faits
Le vol a décollé à 17 h 02, sur la piste 6R de l'aéroport international d'Anchorage Ted-Stevens. Étant donné que l'EPR du moteur n°1 (moteur extérieur gauche) fonctionnait mal, l'équipage a atteint un rapport de pression moteur relativement stable en alignant les indicateurs de régime, de débit de carburant et de température des gaz d'échappement du moteur n°2 (moteur intérieur gauche) pour qu'ils correspondent aux valeurs obtenues sur les trois autres moteurs. L'avion a ensuite commencé à accélérer pour le décollage. 
Lorsque l'avion a atteint la vitesse V1 de 138 nœuds (255 km/h), l'équipage a signalé une accélération anormalement lente. Lorsque l'équipage a atteint la vitesse de rotation (VR) de 153 nœuds (283 km/h), une tentative de décollage a été effectuée alors que l'avion continuait d'accélérer à un rythme constant. Cependant, le train d'atterrissage n'a pas quitté le sol, maintenant ainsi l'avion sur la piste. L'équipage a alors tenté de ralentir l'avion, mais n'y est pas parvenu à temps.
Le DC-8 a percuté une clôture en bois, à 205 m au-delà de la piste, et une balise ILS située à 305 après la fin de la piste sur son aile gauche. Un troisième impact, plus violent, a rapidement suivi, brisant le fuselage et cisaillant l'aile droite, en laissant échapper de grande quantité de carburant. Au-delà de seulement 170 m de la piste, on a également retrouvé plusieurs fragments des pneus et du train d'atterrissage.
Il s'est finalement arrêté dans un fossé de drainage, à 1036 m après la fin de la piste 6R, avec un incendie se déclarant au niveau de l'aile gauche, provoquant la mort de 46 passagers et une hôtesse de l'air, tout en laissant intact le cockpit et l'arrière du fuselage. 43 passagers et 6 autres hôtesses ont également subi de graves brûlures des suite de l'incendie.

## Enquête
Le Conseil national de la sécurité des transports (NTSB) a mené une enquête sur cet accident. Il a publié son rapport final le 29 mars 1972 et a conclu que la cause probable du crash est l'activation involontaire des freins du train d'atterrissage du DC-8, qui a grandement réduit l'accélération de l'avion et empêcher l'avion de décoller. 
La cause exacte de ce freinage involontaire a cependant été contestée, les causes les plus probables pouvant être soit un dysfonctionnement du système hydraulique contrôlant le système de freinage, soit l'engagement, par inadvertance, du frein de stationnement pendant le décollage. 